# Com hem-kanalen
Com Hem-kanalen var en informationskanal som sände i Com Hems kabel-tv nät. Kanalen visade information om pågående kampanjer och aktuella reklamfilmer gällande Com Hems utbud. I januari 2012 ersattes kanalen av TV Com Hem som är en mer renordlad TV-kanal med programtablå.